# Courrier de la France et des Colonies

Le Courrier de la France et des Colonies est un journal hebdomadaire de quatre pages, créé au début des années 1790 à Second Street dans une capitale américaine, Philadelphie, en pleine expansion, sous la direction d'un des réfugiés français de Saint-Domingue en Amérique, Louis Gatereau, et avec la participation comme gérant de Médéric Louis Élie Moreau de Saint-Méry, qui s'occupe, lui, de la librairie située à la même adresse. Il a pour concurrent un hebdomadaire bilingue, L'Étoile américaine.
Composé d'articles parus dans la presse internationale, traduits en français, accompagnés occasionnellement d'un éditorial de Gatereau, ce journal accuse en particulier, dans son édition du 4 février 1796, les Chouans d'être manipulés par les Anglais au moment où ces derniers s'allient aux colons de Saint-Domingue. Il couvre aussi les efforts déployés pour venir en aide aux réfugiés américains, parfois plongés dans la détresse financière.
Dans son édition du 17 octobre 1795, le journal décrit les rapports entre colons et la population noire de Saint-Domingue, au moment où la Révolution française est confrontée à d'extrêmes résistances des colons, avant que les Anglais ne se retirent en mars 1798. Plus tard en 1815, un autre journal francophone plus important apparaît à Philadelphie, L'Abeille Américaine de Jean-Simon Chaudron.